# Thaddäus von Dobrowolski

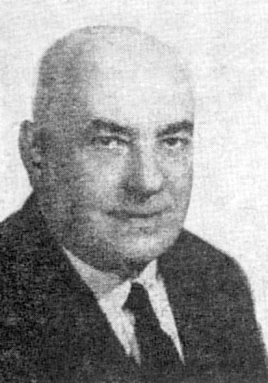
Thaddäus von Dobrowolski

Thaddäus Ritter von Dobrowolski (* 9. Januar 1902 auf Zurin, Bukowina, Österreich-Ungarn; † 14. Dezember 1966 in Krakau, Volksrepublik Polen) war ein österreichisch-polnischer Chemielehrer und Hochschullehrer für Chemiedidaktik.

## Leben
Das Gut Zurin, ukrainisch Цурень Zuren im heutigen Rajon Herza der ukrainischen Oblast Tscherniwzi, lag auf dem rechten Ufer des Pruth an der Poststraße von Czernowitz nach Bottuschan.

### Corpsstudent in Czernowitz und Brünn
Dobrowolski besuchte das Deutsche Gymnasium in Czernowitz. Nach der Matura immatrikulierte er sich am 19. Juni 1920 an der Universität Czernowitz für Chemie und Physik. Im Wintersemester 1920 wurde er im Corps Alemannia Czernowitz aktiv.  Nach drei Fuchsenpartien wurde er im Sommersemester 1921 recipiert. Er war erfolgreicher Subsenior und focht drei Corpsburschenpartien, davon eine Contrahage gegen einen Czernowitzer Goten. Je eine Säbelpartie focht er gegen Angehörige der Czernowitzer jüdischen Verbindungen Hebronia und Heathid. Gegen das Corps Saxonia Wien stand er in einer PP-Suite. Studienhalber wechselte er an die Deutsche Technische Hochschule Brünn. Dort wurde er am  19. November 1921 im Corps Frankonia Brünn recipiert. Nachdem er sich im Sommersemester 1922 als Consenior ausgezeichnet hatte, wurde er am 7. Oktober 1922 bei Frankonia inaktiviert und am  14. Jänner 1925  philistriert.

### Oberschlesien
Nachdem er das Studium 1924 an der Jagiellonen-Universität in Krakau beendet hatte, ging er nach Oberschlesien. Dort begann er seine pädagogische Laufbahn am städtischen Kopernikus-Gymnasium in Kattowitz, wo er bis 1931 als Lehrer arbeitete. Anschließend wurde er Direktor des Gymnasiums in Königshütte. Ab 1934 war er auch als Dozent am Pädagogischen Institut in Kattowitz tätig. 1935 wurde er zum Leiter des schlesischen Zentrums für Chemiedidaktik berufen. Seine Lehrergeneration musste neben großem Fachwissen auch über umfassende Kenntnisse ihrer Region verfügen. Dazu gehörten auch Zivilcourage und Geschick. Seine beruflichen Positionen lagen für die jüngere Generation in einem deutsch-polnischen Spannungsfeld und entwickelten sich zur Basis für Dobrowolskis politisch akzentuierte beruflichen Aktivitäten. Er entwickelte in Schlesien große kulturpolitische Aktivitäten und wurde Vorsitzender des Lehrerverbandes für Mittelschulen. Darüber hinaus nahm er von 1926 bis 1939 die Leitung der Gesellschaft für polnisches Theater in Schlesien wahr. Seiner Initiative ist es zu verdanken, dass das Wyspiański-Theater mit speziellen Vorstellungen in Schulen begann, um die Jugend mit der polnischen Nationalkultur vertraut zu machen. Diese Aktivitäten wurden bis 1939 durchgeführt und nach Ende des Krieges wieder aufgenommen. Er wurde zum Dr. phil. promoviert und kam als Professor an die Pädagogische Akademie Kattowitz.

### Widerstand
Nach dem Überfall auf Polen formierten sich in Krakau die ersten Widerstandsgruppen und Untergrundorganisationen. Unabhängig von den Aktivitäten und Plänen der Politiker begannen sie bereits im September 1939 zu wirken, als die polnische Armee in der Kresy noch gegen die Rote Armee kämpfte. Eine von ihnen war die Konspirationsgruppe „Schlesien“, die von Dobrowolski in der ersten Septemberhälfte 1939 unter dem Decknamen „Smrek“ organisiert hatte. Er war Mitherausgeber mehrerer Zeitungen: „Polen lebt“, „Wir werden  aushalten und siegen“, „Volksstimme“, „Unsere Dorfgazette“, später „Dorfstimme“. 
Von der Geheimen Staatspolizei gesucht, lebte er 1941–1945 unter falschem Namen im Untergrund. Er wurde festgenommen und saß im Gefängnis Montelupich. Mit der Hilfe von Ordensschwestern der Genossenschaft der Töchter der christlichen Liebe vom heiligen Vinzenz von Paul konnte er mit der Familie Kontakt halten.

### Nachkriegszeit
Nach der Befreiung Polens durch die Rote Armee begann Dobrowolski wieder mit seiner pädagogischen Arbeit. Er wurde Erster Vorsitzender der Arbeiteruniversitäten in Schlesien. Er organisierte Schulen in Gleiwitz, Königshütte und andernorts. Er wurde Vizepräsident von Polskie Radio. Während dieser Zeit war er auch Mitglied und später Vorsitzender der schlesischen Sektion der pädagogischen Abteilung der polnischen Lehrergewerkschaft Schlesiens in Kattowitz. Er wurde Mitglied der (kommunistischen) Polnischen Vereinigten Arbeiterpartei. Als 1950 in Kattowitz eine Pädagogische Hochschule entstand, wurde Dobrowolski auch dort sofort aktiv. Er beseitigte anfängliche Organisationsmängel (Finanzen, Personal, Technik) und zeichnete mitverantwortlich für die positive Entwicklung und das Ansehen der Lehranstalt. Über zwei Jahre war er Prorektor. 1954/55 wurde er Leiter des Instituts für Organische und Anorganische Chemie. Er beteiligte sich an der Gründung neuer Institute, z. B. für Analytische Chemie. In seinen letzten Berufsjahren leitete er die Abteilung für Chemiedidaktik. Er schrieb 70 Publikationen und war Herausgeber vieler Hand- und Schulbücher. Er starb mit 64 Jahren und wurde in Kattowitz beerdigt.

## Werke
- Geneza i początki Instytutu pedagogicznego w Katowicach. Wyższa Szkoła Pedagogiczna, Katowice 1960.